# Augustin Planque

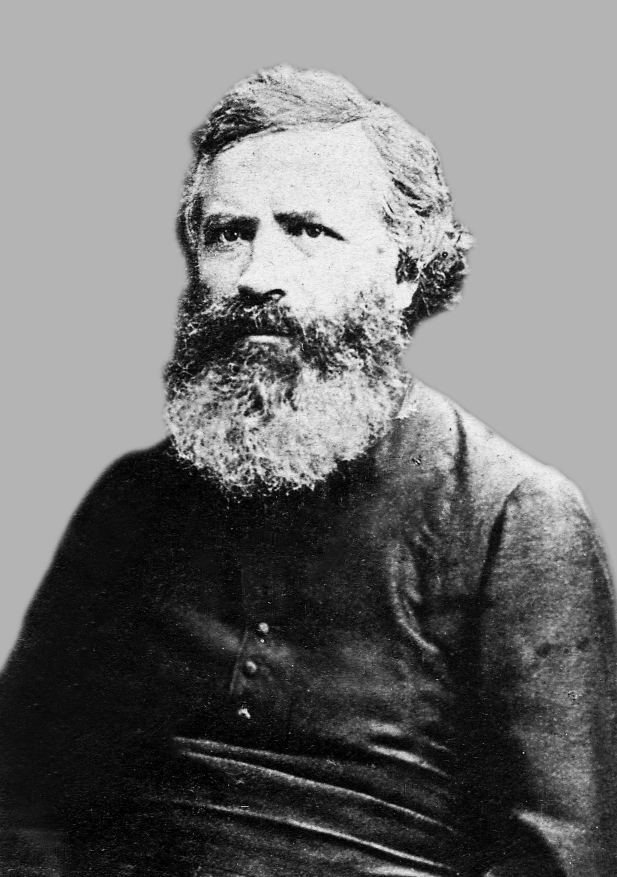
Augustin Planque

Augustin Planque (* 25. Juli 1826 in Chemy; † 21. August 1907 in Lyon) war ein französischer römisch-katholischer Geistlicher und Ordensgründer.

## Leben und Werk

### Der Priester
Planque, ein Nordfranzose aus der Gegend von Lille, wuchs unter 10 Geschwistern als ältester Junge auf. Ab 1841 besuchte er Seminarschulen in Cambrai. Unter der Aufsicht von Bischof Pierre Giraud hatte er Amand-Joseph Fava (1826–1899, ab 1875 Bischof von Grenoble-Vienne) zum Mitschüler. Nach kurzer Tätigkeit in Marcq-en-Baroeul wurde er 1850 zum Priester geweiht und wirkte in Bergues und Arras.

### Der Leiter der Afrikamissionen
1856 folgte er einem Aufruf des Missionsbischofs Melchior de Marion-Brésillac zur Gründung der Gesellschaft der Afrikamissionen. Er ging nach Lyon und war dort Mitbegründer. Als 1859 der Obere Marion-Brésillac in Afrika starb, wurde Planque vom Vatikan als sein Nachfolger anerkannt. Er leitete die Gesellschaft von Lyon aus 48 Jahre lang mit großer Tatkraft, kam aber nie selbst nach Westafrika (allerdings siebenmal nach Ägypten) und erlangte auch nicht die Bischofswürde (Nachfolger: Paul Pellet).

### Der Gründer der Apostelschwestern
Zur Ergänzung der Mission durch weibliche Kräfte gründete er 1876 die Schwestern Unserer Lieben Frau von den Aposteln und siedelte sie 1881 in Vénissieux im Bistum seines Freundes Fava an. Zu seinen missionarischen Prinzipien gehörten das Sprachenlernen, die Akkulturation und der Aufbau einer einheimischen schwarzen Priesterschaft. Bei seinem Tod bestanden 45 Missionsposten mit 168 Missionaren und 87 Schwestern. Er hinterließ 12 000 Briefe. In Lomé (Togo) ist eine Schule nach ihm benannt.